# Gran Premio di superbike dell'Estoril 2021
Il Gran Premio di superbike dell'Estoril 2021 è stato la seconda prova del campionato mondiale Superbike 2021, disputato il 29 e 30 maggio sul circuito di Estoril. Jonathan Rea ha conquistato la vittoria in gara 2 e nella gara Superpole. Gara 1 è invece andata a Scott Redding. Le due gare valide per il campionato mondiale Supersport hanno visto vincitore il sudafricano Steven Odendaal in gara 1; mentre gara 2 è andata allo svizzero Dominique Aegerter, alla sua prima affermazione in questo campionato. In questo evento non sono previste gare della classe Supersport 300.

## Risultati

### Superbike Gara 1[2]

#### Arrivati al traguardo
| Pos. | Nº | Pilota                | Squadra                   | Motocicletta         | Giri | Tempo     | Griglia | Punti |
| ---- | -- | --------------------- | ------------------------- | -------------------- | ---- | --------- | ------- | ----- |
| 1º   | 45 | Scott Redding         | Aruba.it Racing - Ducati  | Ducati Panigale V4 R | 21   | 34'08.039 | 2º      | 25    |
| 2º   | 54 | Toprak Razgatlıoğlu   | Pata Yamaha with Brixx    | Yamaha YZF R1        | 21   | +0.877    | 3º      | 20    |
| 3º   | 1  | Jonathan Rea          | Kawasaki Racing           | Kawasaki ZX-10RR     | 21   | +0.915    | 1º      | 16    |
| 4º   | 31 | Garrett Gerloff       | GRT Yamaha                | Yamaha YZF R1        | 21   | +9.518    | 4º      | 13    |
| 5º   | 21 | Michael Ruben Rinaldi | Aruba.it Racing - Ducati  | Ducati Panigale V4 R | 21   | +13.636   | 6º      | 11    |
| 6º   | 7  | Chaz Davies           | Team Go Eleven            | Ducati Panigale V4 R | 21   | +17.177   | 15º     | 10    |
| 7º   | 60 | Michael van der Mark  | BMW Motorrad              | BMW M1000 RR         | 21   | +19.316   | 12º     | 9     |
| 8º   | 19 | Álvaro Bautista       | Team HRC                  | Honda CBR1000RR-R    | 21   | +20.185   | 18º     | 8     |
| 9º   | 53 | Esteve Rabat          | Barni Racing              | Ducati Panigale V4 R | 21   | +25.625   | 8º      | 7     |
| 10º  | 55 | Andrea Locatelli      | Pata Yamaha with Brixx    | Yamaha YZF R1        | 21   | +27.772   | 9º      | 6     |
| 11º  | 47 | Axel Bassani          | Motocorsa Racing          | Ducati Panigale V4 R | 21   | +30.349   | 17º     | 5     |
| 12º  | 91 | Leon Haslam           | Team HRC                  | Honda CBR1000RR-R    | 21   | +35.722   | 14º     | 4     |
| 13º  | 44 | Lucas Mahias          | Kawasaki Puccetti Racing  | Kawasaki ZX-10RR     | 21   | +35.885   | 7º      | 3     |
| 14º  | 66 | Tom Sykes             | BMW Motorrad              | BMW M1000 RR         | 21   | +36.887   | 5º      | 2     |
| 15º  | 3  | Kōta Nozane           | GRT Yamaha                | Yamaha YZF R1        | 21   | +45.434   | 16º     | 1     |
| 16º  | 94 | Jonas Folger          | Bonovo MGM Racing         | BMW M1000 RR         | 21   | +46.472   | 11º     |       |
| 17º  | 32 | Isaac Viñales         | Orelac Racing VerdNatura  | Kawasaki ZX-10RR     | 21   | +51.132   | 19º     |       |
| 18º  | 50 | Eugene Laverty        | RC Squadra Corse          | BMW M1000 RR         | 21   | +1'09.888 | 13º     |       |
| 19º  | 22 | Alex Lowes            | Kawasaki Racing           | Kawasaki ZX-10RR     | 21   | +1'09.903 | 10º     |       |
| 20º  | 84 | Loris Cresson         | TPR Team Pedercini Racing | Kawasaki ZX-10RR     | 21   | +1'26.686 | 21º     |       |

#### Ritirati
| Nº | Pilota             | Squadra                   | Motocicletta     | Giri | Griglia |
| -- | ------------------ | ------------------------- | ---------------- | ---- | ------- |
| 20 | Christophe Ponsson | Alstare Yamaha            | Yamaha YZF-R1    | 15   | 20º     |
| 76 | Samuele Cavalieri  | TPR Team Pedercini Racing | Kawasaki ZX-10RR | 7    | 22º     |

### Superbike Gara Superpole[3]

#### Arrivati al traguardo
| Pos. | Nº | Pilota                | Squadra                   | Motocicletta         | Giri | Tempo     | Griglia | Punti |
| ---- | -- | --------------------- | ------------------------- | -------------------- | ---- | --------- | ------- | ----- |
| 1º   | 1  | Jonathan Rea          | Kawasaki Racing           | Kawasaki ZX-10RR     | 10   | 16'13.053 | 1º      | 12    |
| 2º   | 54 | Toprak Razgatlıoğlu   | Pata Yamaha with Brixx    | Yamaha YZF R1        | 10   | +0.690    | 3º      | 9     |
| 3º   | 45 | Scott Redding         | Aruba.it Racing - Ducati  | Ducati Panigale V4 R | 10   | +1.180    | 2º      | 7     |
| 4º   | 31 | Garrett Gerloff       | GRT Yamaha                | Yamaha YZF R1        | 10   | +2.059    | 4º      | 6     |
| 5º   | 21 | Michael Ruben Rinaldi | Aruba.it Racing - Ducati  | Ducati Panigale V4 R | 10   | +3.583    | 6º      | 5     |
| 6º   | 22 | Alex Lowes            | Kawasaki Racing           | Kawasaki ZX-10RR     | 10   | +3.623    | 10º     | 4     |
| 7º   | 66 | Tom Sykes             | BMW Motorrad              | BMW M1000 RR         | 10   | +7.062    | 5º      | 3     |
| 8º   | 50 | Eugene Laverty        | RC Squadra Corse          | BMW M1000 RR         | 10   | +7.831    | 13º     | 2     |
| 9º   | 7  | Chaz Davies           | Team Go Eleven            | Ducati Panigale V4 R | 10   | +8.969    | 15º     | 1     |
| 10º  | 19 | Álvaro Bautista       | Team HRC                  | Honda CBR1000RR-R    | 10   | +9.581    | 18º     |       |
| 11º  | 55 | Andrea Locatelli      | Pata Yamaha with Brixx    | Yamaha YZF R1        | 10   | +10.013   | 9º      |       |
| 12º  | 53 | Esteve Rabat          | Barni Racing              | Ducati Panigale V4 R | 10   | +10.850   | 8º      |       |
| 13º  | 60 | Michael van der Mark  | BMW Motorrad              | BMW M1000 RR         | 10   | +11.419   | 12º     |       |
| 14º  | 47 | Axel Bassani          | Motocorsa Racing          | Ducati Panigale V4 R | 10   | +15.703   | 17º     |       |
| 15º  | 3  | Kōta Nozane           | GRT Yamaha                | Yamaha YZF R1        | 10   | +16.678   | 16º     |       |
| 16º  | 91 | Leon Haslam           | Team HRC                  | Honda CBR1000RR-R    | 10   | +16.810   | 14º     |       |
| 17º  | 32 | Isaac Viñales         | Orelac Racing VerdNatura  | Kawasaki ZX-10RR     | 10   | +20.194   | 19º     |       |
| 18º  | 94 | Jonas Folger          | Bonovo MGM Racing         | BMW M1000 RR         | 10   | +22.250   | 11º     |       |
| 19º  | 84 | Loris Cresson         | TPR Team Pedercini Racing | Kawasaki ZX-10RR     | 10   | +39.192   | 21º     |       |
| 20º  | 23 | Christophe Ponsson    | Alstare Yamaha            | Yamaha YZF-R1        | 10   | +1'01.246 | 20º     |       |

#### Ritirati
| Nº | Pilota            | Squadra                   | Motocicletta     | Giri | Griglia |
| -- | ----------------- | ------------------------- | ---------------- | ---- | ------- |
| 76 | Samuele Cavalieri | TPR Team Pedercini Racing | Kawasaki ZX-10RR | 8    | 22º     |
| 44 | Lucas Mahias      | Kawasaki Puccetti Racing  | Kawasaki ZX-10RR | 1    | 7º      |

### Superbike Gara 2[4]

#### Arrivati al traguardo
| Pos. | Nº | Pilota               | Squadra                   | Motocicletta         | Giri | Tempo     | Griglia | Punti |
| ---- | -- | -------------------- | ------------------------- | -------------------- | ---- | --------- | ------- | ----- |
| 1º   | 1  | Jonathan Rea         | Kawasaki Racing           | Kawasaki ZX-10RR     | 21   | 34'13.197 | 1º      | 25    |
| 2º   | 7  | Chaz Davies          | Team Go Eleven            | Ducati Panigale V4 R | 21   | +2.787    | 9º      | 20    |
| 3º   | 54 | Toprak Razgatlıoğlu  | Pata Yamaha with Brixx    | Yamaha YZF R1        | 21   | +9.484    | 2º      | 16    |
| 4º   | 22 | Alex Lowes           | Kawasaki Racing           | Kawasaki ZX-10RR     | 21   | +12.401   | 6º      | 13    |
| 5º   | 55 | Andrea Locatelli     | Pata Yamaha with Brixx    | Yamaha YZF R1        | 21   | +14.011   | 12º     | 11    |
| 6º   | 60 | Michael van der Mark | BMW Motorrad              | BMW M1000 RR         | 21   | +15.189   | 14º     | 10    |
| 7º   | 19 | Álvaro Bautista      | Team HRC                  | Honda CBR1000RR-R    | 21   | +15.899   | 18º     | 9     |
| 8º   | 66 | Tom Sykes            | BMW Motorrad              | BMW M1000 RR         | 21   | +21.628   | 7º      | 8     |
| 9º   | 50 | Eugene Laverty       | RC Squadra Corse          | BMW M1000 RR         | 21   | +23.257   | 8º      | 7     |
| 10º  | 53 | Esteve Rabat         | Barni Racing              | Ducati Panigale V4 R | 21   | +25.344   | 11º     | 6     |
| 11º  | 47 | Axel Bassani         | Motocorsa Racing          | Ducati Panigale V4 R | 21   | +26.525   | 17º     | 5     |
| 12º  | 91 | Leon Haslam          | Team HRC                  | Honda CBR1000RR-R    | 21   | +28.227   | 15º     | 4     |
| 13º  | 3  | Kōta Nozane          | GRT Yamaha                | Yamaha YZF R1        | 21   | +28.878   | 16º     | 3     |
| 14º  | 44 | Lucas Mahias         | Kawasaki Puccetti Racing  | Kawasaki ZX-10RR     | 21   | +38.911   | 10º     | 2     |
| 15º  | 32 | Isaac Viñales        | Orelac Racing VerdNatura  | Kawasaki ZX-10RR     | 21   | +39.128   | 19º     | 1     |
| 16º  | 45 | Scott Redding        | Aruba.it Racing - Ducati  | Ducati Panigale V4 R | 21   | +44.162   | 3º      |       |
| 17º  | 23 | Christophe Ponsson   | Alstare Yamaha            | Yamaha YZF R1        | 21   | +1'03.983 | 20º     |       |
| 18º  | 84 | Loris Cresson        | TPR Team Pedercini Racing | Kawasaki ZX-10RR     | 21   | +1'07.458 | 21º     |       |

#### Ritirati
| Nº | Pilota                | Squadra                   | Motocicletta         | Giri | Griglia |
| -- | --------------------- | ------------------------- | -------------------- | ---- | ------- |
| 76 | Samuele Cavalieri     | TPR Team Pedercini Racing | Kawasaki ZX-10RR     | 17   | 22º     |
| 94 | Jonas Folger          | Bonovo MGM Racing         | BMW M1000 RR         | 2    | 13º     |
| 21 | Michael Ruben Rinaldi | Aruba.it Racing - Ducati  | Ducati Panigale V4 R | 1    | 5º      |
| 31 | Garrett Gerloff       | GRT Yamaha                | Yamaha YZF-R1        | 1    | 4º      |

### Supersport Gara 1[5]

#### Arrivati al traguardo
| Pos. | Nº | Pilota                | Squadra                            | Motocicletta     | Giri | Tempo     | Griglia | Punti |
| ---- | -- | --------------------- | ---------------------------------- | ---------------- | ---- | --------- | ------- | ----- |
| 1º   | 4  | Steven Odendaal       | Evan Bros. Yamaha                  | Yamaha YZF R6    | 18   | 30'26.477 | 3º      | 25    |
| 2º   | 5  | Philipp Öttl          | Kawasaki Puccetti Racing           | Kawasaki ZX-6R   | 18   | +0.350    | 2º      | 20    |
| 3º   | 16 | Jules Cluzel          | GMT94 Yamaha                       | Yamaha YZF R6    | 18   | +0.400    | 4º      | 16    |
| 4º   | 77 | Dominique Aegerter    | Ten Kate Racing Yamaha             | Yamaha YZF R6    | 18   | +0.465    | 4º      | 13    |
| 5º   | 81 | Manuel González       | Yamaha ParkinGo                    | Yamaha YZF R6    | 18   | +1.023    | 9º      | 11    |
| 6º   | 3  | Raffaele De Rosa      | Orelac Racing VerdNatura           | Kawasaki ZX-6R   | 18   | +4.519    | 6º      | 10    |
| 7º   | 29 | Luca Bernardi         | CM Racing                          | Yamaha YZF R6    | 18   | +7.442    | 8º      | 9     |
| 8º   | 38 | Hannes Soomer         | Kallio Racing                      | Yamaha YZF R6    | 18   | +9.624    | 7º      | 8     |
| 9º   | 21 | Randy Krummenacher    | EAB Racing                         | Yamaha YZF R6    | 18   | +11.696   | 10º     | 7     |
| 10º  | 71 | Christoffer Bergman   | Wojcik Racing                      | Yamaha YZF R6    | 18   | +19.197   | 13º     | 6     |
| 11º  | 66 | Niki Tuuli            | MV Agusta Corse Clienti            | MV Agusta F3 675 | 18   | +23.673   | 23º     | 5     |
| 12º  | 94 | Federico Caricasulo   | GMT94 Yamaha                       | Yamaha YZF R6    | 18   | +28.832   | 1º      | 4     |
| 13º  | 70 | Marc Alcoba           | Yamaha MS Racing                   | Yamaha YZF R6    | 18   | +30.330   | 14º     | 3     |
| 14º  | 42 | Stéphane Frossard     | Moto Team Jura Vitesse             | Yamaha YZF R6    | 18   | +34.147   | 18º     | 2     |
| 15º  | 23 | Davide Pizzoli        | VFT Racing                         | Yamaha YZF R6    | 18   | +34.269   | 17º     | 1     |
| 16º  | 84 | Michel Fabrizio       | G.A.P. Motozoo Racing by Puccetti  | Kawasaki ZX-6R   | 18   | +34.544   | 15º     |       |
| 17º  | 24 | Leonardo Taccini      | Orelac Racing VerdNatura           | Kawasaki ZX-6R   | 18   | +36.922   | 21º     |       |
| 18º  | 95 | Vertti Takala         | Kallio Racing                      | Yamaha YZF R6    | 18   | +36.923   | 19º     |       |
| 19º  | 6  | María Herrera         | Biblion Iberica Yamaha Motoxracing | Yamaha YZF R6    | 18   | +36.927   | 22º     |       |
| 20º  | 55 | Galang Hendra Pratama | Ten Kate Racing                    | Yamaha YZF R6    | 18   | +37.898   | 20º     |       |
| 21º  | 2  | Luigi Montella        | Chiodo Moto Racing                 | Yamaha YZF R6    | 18   | +57.290   | 23º     |       |
| 22º  | 15 | Eugene James McManus  | WRP Wepol Racing                   | Yamaha YZF R6    | 18   | +59.529   | 24º     |       |
| 23º  | 19 | Paweł Szkopek         | Yamaha MS Racing                   | Yamaha YZF R6    | 18   | +1'09.861 | 25º     |       |
| 24º  | 45 | Shogo Kawasaki        | G.A.P. Motozoo Racing by Puccetti  | Kawasaki ZX-6R   | 15   | +1'22.100 | 26º     |       |

#### Ritirati
| Nº | Pilota           | Squadra                  | Motocicletta   | Giri | Griglia |
| -- | ---------------- | ------------------------ | -------------- | ---- | ------- |
| 34 | Kevin Manfredi   | Altogo Racing            | Yamaha YZF R6  | 12   | 12º     |
| 61 | Can Öncü         | Kawasaki Puccetti Racing | Kawasaki ZX-6R | 12   | 11º     |
| 22 | Federico Fuligni | VFT Racing               | Yamaha YZF-R6  | 0    | 16º     |

### Supersport Gara 2[6]

#### Arrivati al traguardo
| Pos. | Nº | Pilota                | Squadra                            | Motocicletta     | Giri | Tempo     | Griglia | Punti |
| ---- | -- | --------------------- | ---------------------------------- | ---------------- | ---- | --------- | ------- | ----- |
| 1º   | 77 | Dominique Aegerter    | Ten Kate Racing Yamaha             | Yamaha YZF R6    | 18   | 30'26.187 | 4º      | 25    |
| 2º   | 29 | Luca Bernardi         | CM Racing                          | Yamaha YZF R6    | 18   | +0.375    | 9º      | 20    |
| 3º   | 5  | Philipp Öttl          | Kawasaki Puccetti Racing           | Kawasaki ZX-6R   | 18   | +1.039    | 2º      | 16    |
| 4º   | 81 | Manuel González       | Yamaha ParkinGo                    | Yamaha YZF R6    | 18   | +1.175    | 10º     | 13    |
| 5º   | 38 | Hannes Soomer         | Kallio Racing                      | Yamaha YZF R6    | 18   | +2.327    | 8º      | 11    |
| 6º   | 94 | Federico Caricasulo   | GMT94 Yamaha                       | Yamaha YZF R6    | 18   | +3.034    | 1º      | 10    |
| 7º   | 61 | Can Öncü              | Kawasaki Puccetti Racing           | Kawasaki ZX-6R   | 18   | +5.168    | 12º     | 9     |
| 8º   | 66 | Niki Tuuli            | MV Agusta Corse Clienti            | MV Agusta F3 675 | 18   | +11.206   | 7º      | 8     |
| 9º   | 21 | Randy Krummenacher    | EAB Racing                         | Yamaha YZF R6    | 18   | +11.224   | 11º     | 7     |
| 10º  | 70 | Marc Alcoba           | Yamaha MS Racing                   | Yamaha YZF R6    | 18   | +13.135   | 15º     | 6     |
| 11º  | 71 | Christoffer Bergman   | Wojcik Racing                      | Yamaha YZF R6    | 18   | +14.557   | 14º     | 5     |
| 12º  | 16 | Jules Cluzel          | GMT94 Yamaha                       | Yamaha YZF R6    | 18   | +14.856   | 4º      | 4     |
| 13º  | 95 | Vertti Takala         | Kallio Racing                      | Yamaha YZF R6    | 18   | +23.223   | 20º     | 3     |
| 14º  | 34 | Kevin Manfredi        | Altogo Racing                      | Yamaha YZF R6    | 18   | +23.240   | 13º     | 2     |
| 15º  | 42 | Stéphane Frossard     | Moto Team Jura Vitesse             | Yamaha YZF R6    | 18   | +25.171   | 19º     | 1     |
| 16º  | 22 | Federico Fuligni      | VFT Racing                         | Yamaha YZF R6    | 18   | +25.353   | 17º     |       |
| 17º  | 23 | Davide Pizzoli        | VFT Racing                         | Yamaha YZF R6    | 18   | +28.302   | 18º     |       |
| 18º  | 2  | Luigi Montella        | Chiodo Moto Racing                 | Yamaha YZF R6    | 18   | +28.772   | 24º     |       |
| 19º  | 55 | Galang Hendra Pratama | Ten Kate Racing                    | Yamaha YZF R6    | 18   | +32.761   | 21º     |       |
| 20º  | 6  | María Herrera         | Biblion Iberica Yamaha Motoxracing | Yamaha YZF R6    | 18   | +37.885   | 23º     |       |
| 21º  | 15 | Eugene James McManus  | WRP Wepol Racing                   | Yamaha YZF R6    | 18   | +1'06.229 | 25º     |       |
| 22º  | 45 | Shogo Kawasaki        | G.A.P. Motozoo Racing by Puccetti  | Kawasaki ZX-6R   | 18   | +1'06.320 | 27º     |       |
| 23º  | 19 | Paweł Szkopek         | Yamaha MS Racing                   | Yamaha YZF R6    | 18   | +1'11.053 | 26º     |       |

#### Ritirati
| Nº | Pilota           | Squadra                           | Motocicletta   | Giri | Griglia |
| -- | ---------------- | --------------------------------- | -------------- | ---- | ------- |
| 4  | Steven Odendaal  | Evan Bros. Yamaha                 | Yamaha YZF R6  | 17   | 3º      |
| 3  | Raffaele De Rosa | Orelac Racing VerdNatura          | Kawasaki ZX-6R | 15   | 6º      |
| 84 | Michel Fabrizio  | G.A.P. Motozoo Racing by Puccetti | Kawasaki ZX-6R | 11   | 16º     |
| 24 | Leonardo Taccini | Orelac Racing VerdNatura          | Kawasaki ZX-6R | 2    | 22º     |